# Armandia salvadoriana
Armandia salvadoriana är en ringmaskart som beskrevs av Hartmann-Schröder 1956. Armandia salvadoriana ingår i släktet Armandia och familjen Opheliidae. Inga underarter finns listade i Catalogue of Life.